# ارکیده کروبی ارغوانی تیره
ارکیده کروبی ارغوانی تیره (نام علمی: Trichoglottis atropurpurea) نام یک گونه از سرده ارکیده‌های کروبی است.